# Agència Federal de Presons

Escut de la Agència Federal de Presons.

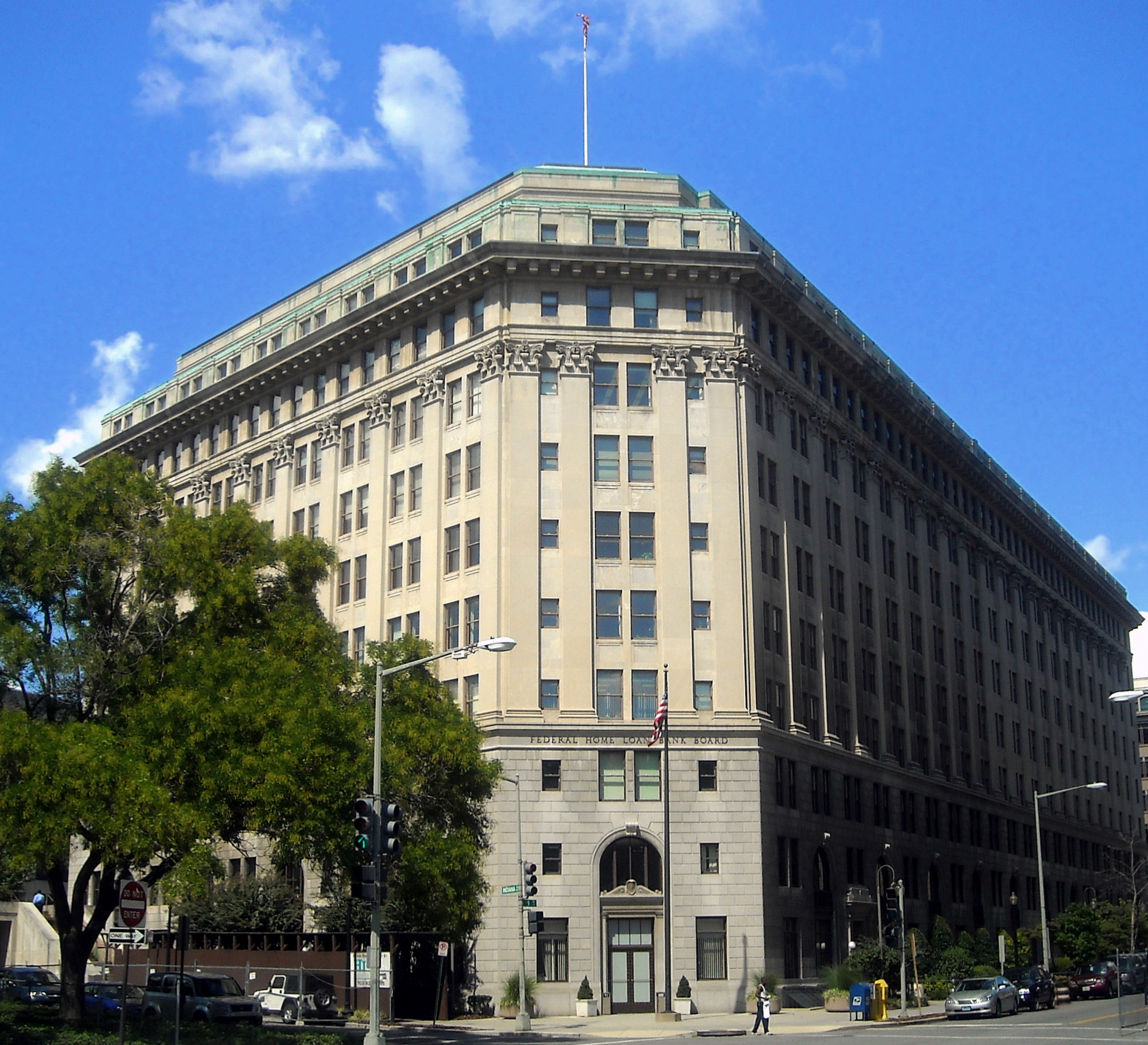
La seu de la Agència.

L'Agència Federal de Presons (també anomenada Bureau General de Presons, o en anglès: Federal Bureau of Prisons, abreviat BOP) és una de les agències del Departament de Justícia dels Estats Units.
La Agència Federal de Presons, gestiona, com diu el seu nom, presons federals. La seu de l'Agència es troba a Washington D. C., i compta amb sis oficines i més de 119 institucions. Les presons d'aquesta Agència resguarden criminals perpetradors de greus delictes a Washington D. C., i els que hagin comés delictes federals (els tipificats a la legislació federal, a diferència dels delictes estatals, els quals són tipificats en les lleis de cada estat).